# Lista terytoriów Antarktyki
Lista terytoriów Antarktyki – terytoria znajdujące się na terenie Antarktyki. Na tym kontynencie nie ma ani jednego niepodległego państwa.
Na terenie Antarktyki znajduje się 8 roszczeń terytorialnych (z których jedno to Ziemia Adeli (część Francuskich Terytoriów Południowych i Antarktycznych), a dwa to zwyczajne integralne części dwóch państw południowoamerykańskich (które mogą być klasyfikowane jako antarktyczne roszczenia terytorialne): Argentyny i Chile). Ponadto niewielkie fragmenty lądów zaliczane tradycyjnie do kontynentu antarktycznego stanowią integralne części terytoriów trzech państw południowoamerykańskich – Argentyny (Antarktyda Argentyńska), Chile (Chilijskie Terytorium Antarktyczne) i Georgii Południowej i Sandwichu Południowego (antarktyczna część archipelagu Sandwichu Południowego o powierzchni 170,5 km²); dwóch państw afrykańskich – RPA (Wyspy Księcia Edwarda) i Wyspy Świętej Heleny, Wyspy Wniebowstąpienia i Tristan da Cunha (Gough); a także dwóch państw oceańskich – Australii (Macquarie) i Nowej Zelandii (Nowozelandzkie Wyspy Subantarktyczne). Dodatkowo do Antarktydy zalicza się trzy terytoria zależne Norwegii, Francji i Australii.
Największym antarktycznym roszczeniem terytorialnym jest Australijskie Terytorium Antarktyczne (6 120 000 km²), a najmniejszym – Wyspa Piotra I (249,2 km²), przy czym najmniejszym roszczeniem położonym na stałym lądzie jest Ziemia Adeli (część Francuskich Terytoriów Południowych i Antarktycznych o powierzchni 432 000 km²). Poza tym wszystkie roszczenia terytorialne (z wyjątkiem Ziemi Adeli) są praktycznie bezludne ze względu na warunki pogodowe na Antarktydzie, ale niektóre z terytoriów antarktycznych mogą być zaludnione np. Francuskie Terytoria Południowe i Antarktyczne o populacji 186 mieszkańców (w tym Ziemia Adeli o populacji 33 mieszkańców), Chilijskie Terytorium Antarktyczne o populacji 130 mieszkańców, albo Antarktyda Argentyńska o populacji 469 mieszkańców.

## Lista roszczeń terytorialnych
| Flaga | Godło | Nazwa roszczenia                                                                 | Język urzędowy | Powierzchnia    | Liczba ludności | Głowa państwa         |
| ----- | ----- | -------------------------------------------------------------------------------- | -------------- | --------------- | --------------- | --------------------- |
|       |       | Antarktyda Argentyńska Antártida Argentina (hiszpański)                          | hiszpański     | 1 461 597 km²   | 469             | prez. Javier Milei    |
|       |       | Australijskie Terytorium Antarktyczne Australian Antarctic Territory (angielski) | angielski      | 6 120 000 km²   | 0               | król Karol III        |
|       |       | Brytyjskie Terytorium Antarktyczne British Antarctic Territory (angielski)       | angielski      | 1 709 400 km²   | 0               | król Karol III        |
|       |       | Chilijskie Terytorium Antarktyczne Territorio Chileno Antártico (hiszpański)     | hiszpański     | 1 250 257,6 km² | 130             | prez. Gabriel Boric   |
|       |       | Dependencja Rossa Ross Dependency (angielski)                                    | angielski      | 750 000 km²     | 0               | król Karol III        |
|       |       | Wyspa Piotra I Peter I Øy (norweski)                                             | norweski       | 249,2 km²       | 0               | król Harald V         |
|       |       | Ziemia Adeli Terre-Adélie (francuski)                                            | francuski      | 432 000 km²     | 33              | prez. Emmanuel Macron |
|       |       | Ziemia Królowej Maud Dronning Maud Land (norweski)                               | norweski       | 2 700 000 km²   | 0               | król Harald V         |

## Lista państw i terytoriów zależnych, których główna część położona jest poza Antarktyką
| Flaga | Godło | Nazwa państwa/terytorium zależnego                                                                                       | Stolica                        | Pełna nazwa państwa/terytorium zależnego                                                                                 | Język urzędowy      | Powierzchnia  | Liczba ludności | Waluta              | Głowa państwa/terytorium zależnego |
| ----- | ----- | --- | ------------------------------ | --- | ------------------- | ------------- | --------------- | ------------------- | ---------------------------------- |
|       |       | Australia (angielski) | Canberra                       | Związek Australijski Commonwealth of Australia (angielski)                                                               | angielski           | 7 688 287 km² | 26 821 600      | dolar australijski  | król Karol III                     |
|       |       | Nowa Zelandia New Zealand (angielski) Aotearoa (maoryski)                                                                | Wellington                     | Nowa Zelandia New Zealand (angielski) Aotearoa (maoryski)                                                                | angielski, maoryski | 268 838 km²   | 5 053 004       | dolar nowozelandzki | król Karol III                     |
|       |       | Południowa Afryka South Africa (angielski) Suid-Afrika (afrikaans)                                                       | Pretoria Kapsztad Bloemfontein | Republika Południowej Afryki Republic of South Africa (angielski) Republiek van Suid-Afrika (afrikaans)                  | angielski i inne    | 1 219 090 km² | 57 516 665      | rand                | prez. Cyril Ramaphosa              |
|       |       | Wyspa Świętej Heleny, Wyspa Wniebowstąpienia i Tristan da Cunha Saint Helena, Ascension and Tristan da Cunha (angielski) | Jamestown                      | Wyspa Świętej Heleny, Wyspa Wniebowstąpienia i Tristan da Cunha Saint Helena, Ascension and Tristan da Cunha (angielski) | angielski           | 420 km²       | 6563            | funt Świętej Heleny | król Karol III                     |

## Lista terytoriów zależnych
| Flaga | Godło | Nazwa terytorium                                                                                       | Stolica           | Państwo         | Status terytorium     | Język urzędowy | Powierzchnia | Liczba ludności | Waluta             |
| ----- | ----- | --- | ----------------- | --------------- | --------------------- | -------------- | ------------ | --------------- | ------------------ |
|       |       | Francuskie Terytoria Południowe i Antarktyczne Terres australes et antarctiques françaises (francuski) | –                 | Francja         | terytorium zamorskie  | francuski      | 7621 km²     | 186             | euro               |
|       |       | Georgia Południowa i Sandwich Południowy South Georgia and the South Sandwich Islands (angielski)      | King Edward Point | Wielka Brytania | terytorium zamorskie  | angielski      | 4190 km²     | 35              | funt szterling     |
|       |       | Wyspa Bouveta Bouvetøya (norweski)                                                                     | –                 | Norwegia        | terytorium zależne    | norweski       | 58,5 km²     | 0               | korona norweska    |
|       |       | Wyspy Heard i McDonalda Heard Island and McDonald Islands (angielski)                                  | –                 | Australia       | terytorium zewnętrzne | angielski      | 412 km²      | 0               | dolar australijski |